# Шульгин, Григорий Иванович
Григорий Иванович Шульгин (1855—1923) — генерал флота, военный педагог. Начальник Николаевской морской академии в 1910—1917 годах.

## Биография
Военно-морскую службу начал в 1873 году с поступления в Морское училище. Окончил его с награждением премией имени адмирала Рикорда и занесением фамилии на мраморную доску как первого по выпуску произведен в 1877 году в гардемарины.
Служил на Балтийском флоте, в 1878 году в составе группы моряков направлен на германском пароходе «Цимбрия» в США для приёмки построенных там крейсеров. По возвращении из США был произведён в мичманы и через год начал службу на крейсере «Азия». В 1882 году по 1-му разряду закончил гидрографический отдел Николаевской морской академии.
После двух лет службы на действующем флоте с 1884 года бессменно находился на преподавательской и руководящей работе в военно-морских учебных заведениях. Его учебник по мореходной астрономии выдержал четыре издания для гардемаринов Морского кадетского корпуса и два — для воспитанников училищ торгового мореплавания. Перу Шульгина принадлежали учебники по плоской и сферической тригонометрии, морской съемке, задачник по мореходной астрономии и другие пособия.
В 1897 году был назначен помощником инспектора классов Морского кадетского корпуса, продолжая вести курс мореходной астрономии. С 1907 года генерал Шульгин был помощником начальника Николаевской морской академии, а также фактически руководил деятельностью данного центра военно-морского образования и науки. С учреждением штатной должности начальника академии в 1910 году Шульгин первым занял этот пост и находился на нём до Февральской революции. В том же 1910 году был произведён в генерал-лейтенанты по адмиралтейству. После ухода в отставку оставался почетным членом конференции Морской академии.
Приказом Временного правительства армии и флоту о чинах военных флота и морского ведомства от 13 апреля 1917 уволен в отставку по расстроенному здоровью с производством в чин генерала флота с мундиром и пенсией.
Печатался в издании «Морской сборник». Преподавал морскую астрономию у великого князя Кирилла Владимировича.
В 1918—1923 годах — преподаватель Училища командного состава флота: начальник подготовительного курса, затем помощник начальника учебной части Военно-морского училища. Занимался педагогической деятельностью до конца своих дней.